# Cudo-menor
O cudo-menor (Tragelaphus imberbis) é uma espécie de cudo de menor tamanho, pertencente à ordem Artiodactyla da subfamília Bovinae. É considerada de menor tamanho em comparação com a outra espécie de cudo, o Tragelaphus strepsiceros. Diferentemente daquela, os machos não apresentam a barba característica dos grandes cubos, razão pela qual a espécie é também chamada de cudos "imberbes".
É um antílope autóctone da África oriental e, possivelmente, do sul da Arábia Saudita. As populações da Tanzânia e Quénia formam uma subespécie própria, denominada Tragelaphus imberbis australis.